# Carpelimus imitator
Carpelimus imitator är en skalbaggsart som beskrevs av Alexander Bierig 1935. Carpelimus imitator ingår i släktet Carpelimus och familjen kortvingar. Inga underarter finns listade i Catalogue of Life.